# Republika Guarani
Republika Guarani – obszar administrowany przez zakon jezuitów, położony na granicy wicekrólestwa Peru i wicekrólestwa La Plata, zamieszkany głównie przez indiańskie plemię Guaranów. Pierwsza misja jezuicka została założona przez Marciela del Lorenzanę SJ  w San Ignacio w 1609 r. Obszar ten nigdy nie zyskał statusu państwa w pełnym tego słowa znaczeniu, pozostawał jednak przez ponad 100 lat poza jurysdykcją otaczających je posiadłości Hiszpanii i Portugalii. Republika była federacją misyjnych osiedli zwanych redukcjami. Redukcje były zarządzane przez swoisty samorząd, będący jezuicką adaptacją dawnych struktur plemiennych. Ziemia, warsztaty rzemieślnicze i budynki mieszkalne stanowiły własność gminną, nie istniał też prywatny handel. Religią panującą na tym obszarze był katolicyzm. Po wypędzeniu jezuitów z Hiszpanii przez króla Karola III tereny te zostały podbite przez Hiszpanów w 1768 roku i włączone do Brazylii i Paragwaju.
Zobacz też: Misja (film), historia misji Indian Guarani założonej i prowadzonej przez jezuitów.

## Literatura
- Clovis Lugon, Chrześcijańska Komunistyczna Republika Guaranów 1610-1678. Warszawa 1971